# Sant Llorenç d'Argençola
Sant Llorenç és una església al nucli d'Argençola (Anoia) inclosa a l'Inventari del Patrimoni Arquitectònic de Catalunya. Ja l'any 1031 és esmentada una església parroquial de Sant Llorenç d'Argençola que és consagrada de nou el 1087; es trobava un xic més avall de la nova església edificada amb pedres del castell i beneïda el 8 de maig de l'any 1891. Planta rectangular. Torre del campanar poligonal, formada per tres cossos. En el 2n, amb quatre finestres, una a cada cantó. La torre acaba amb una barana. La façana principal conserva, a part de la porta d'entrada, un rosetó, i més amunt un petit òcul. Lles parets laterals tenen petites finestres i contraforts. Interior: una nau amb capelles laterals.